# Ángel Ferrari Núñez
Ángel Ferrari Núñez (Puebla del Río, 2 de desembre de 1906 - 25 de gener de 1986) va ser un historiador espanyol, membre de la Reial Acadèmia de la Història.

## Biografia
Encara que de cognom italià, els avantpassats immediats d'Ángel Ferrari eren andalusos. El 1932 va llicenciar amb premi extraordinari en la Facultat de Filosofia i Lletres (secció d'Història) de la Universitat de Sevilla, on fou deixeble de Ramón Carande Thovar.
Després va començar a treballar com a professor de l'Institut-Escola de Sevilla dirigit per Juan de Mata Carriazo. Va estar tres mesos a la Universitat de Frankfurt amb Kantorowicz, Foerster i altres gràcies a una beca de la Junta d'Ampliació d'Estudis. És considerat com un dels introductors de la història intel·lectual alemanya (Geistesgeschichte).
Va romandre fins a 1934 i al tornar fou nomenat professor d'Història de la Cultura en la Facultat de Filosofia i Lletres de la Universitat Central de Madrid en el curs 1935-1936. Poc abans d'esclatar la guerra civil espanyola es va doctorar amb la tesi "El Poder en las Partidas", dirigit per Claudio Sánchez Albornoz. Es va casar amb la filla del marquès d'Aledo i va tenir cinc fills.
Després de la guerra civil, el 6 de novembre de 1940 va obtenir per oposició la càtedra d'Història Universal de l'Edat Mitjana de la Facultat de Filosofia i Lletres a la Universitat de Santiago de Compostel·la. Entre 1941 i 1944 va ser col·laborador de la secció de "Dret Internacional" de l'Institut Francisco de Vitoria del CSIC. El 1948 va obtenir la mateixa càtedra a la Universitat de Madrid, on s'hi va jubilar. El 1956 va ser nomenat acadèmic de la Reial Acadèmia de la Història.

## Obres
- "La secularización de la teoría del Estado en las Partidas", AHDE, XI (1934)
- Fernando el Católico en Baltasar Gracián (1945; reeditat 2006)
- Castilla dividida en dominios según el libro de las Behetrías (1958)